# چکاوک گنجشکی سربلوطی
چکاوک گنجشکی سربلوطی (نام علمی: Eremopterix signatus) نام یک گونه از سرده چکاوک‌های گنجشکی است.